# Delphine LaLaurie
Marie Delphine Macarty (MacCarthy) właśc. Madame Delphine LaLaurie (ur. 19 marca 1787 w Nowym Orleanie, zm. 7 grudnia 1849 w Paryżu) – amerykańska seryjna morderczyni czarnych niewolników.

## Biografia
Jej rodzicami byli Marie Jeanne L'Erable i Barthelmy Louis Macarty. Była trzykrotnie mężatką, z tych związków miała pięcioro dzieci. W 1831 wraz z ostatnim mężem, Leonardem Louisem Nicolasem, LaLaurie kupiła nieruchomość przy 1140 Royal Street, w której pracowali czarnoskórni służący. 10 kwietnia 1834, po wybuchu pożaru domu przy 1140 Royal Street, w pomieszczeniach mieszkańcy znaleźli siedmiu wychudzonych, torturowanych przez nią niewolników, a także kilka ciał nieżywych niewolników przykutych do ścian i stołów. Po tym zdarzeniu uciekła z mężem z miasta Według niektórych źródeł zamieszkała w Paryżu, gdzie zmarła 7 grudnia 1842, lecz miejskie archiwa podają jako datę jej śmierci rok 1849. Historia jej domu stała się inspiracją dla twórców serialu American Horror Story: Sabat, gdzie w rolę LaLaurie wcieliła się Kathy Bates.

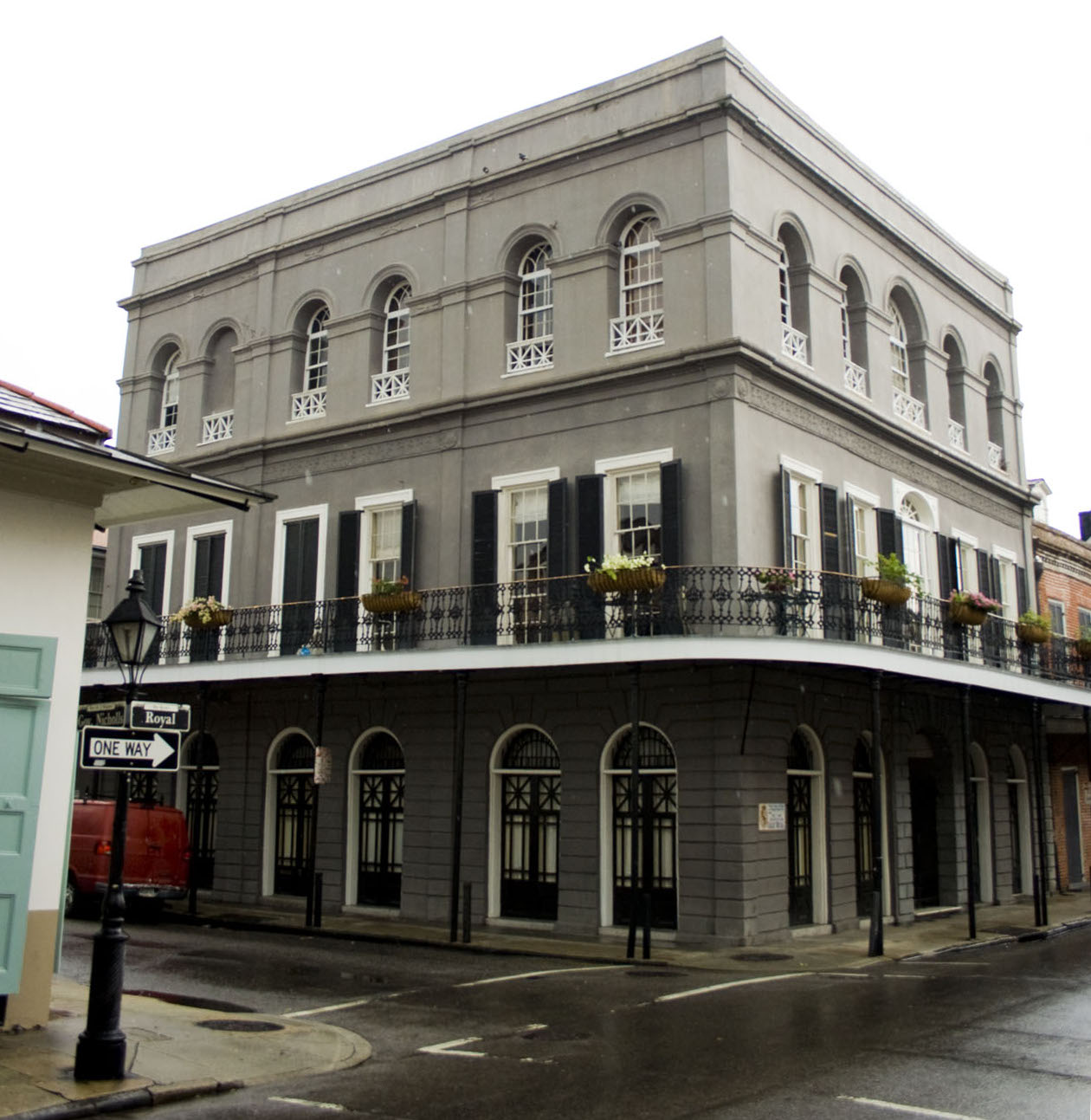
Dawny dom Madame Delphine LaLaurie, wrzesień 2009